# Fred Uhlman
Manfred Uhlmann (Stuttgart, 19 januari 1901 – Londen, 11 april 1985) was een Duits–Brits advocaat, kunstschilder en prozaïst.

## Jeugd

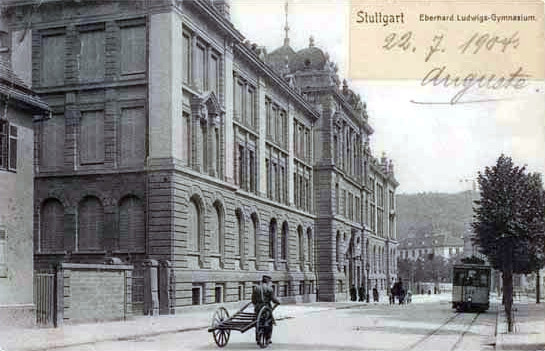
Het Eberhard-Ludwigs-Gymnasium in Stuttgart (1904)

Manfred Uhlmann was de zoon van Johanna Grombacher en textielkoopman Ludwig Uhlmann. Hij groeide op in Stuttgart, waar hij naar het Eberhard-Ludwigs-Gymnasium ging. Vervolgens studeerde hij Rechtsgeleerdheid aan de Albert-Ludwigs-Universität Freiburg, de Universiteit van München en de Universiteit van Tübingen. In 1925 promoveerde hij op een proefschrift over gedeeltelijke toerekeningsvatbaarheid (partielle Zurechnungsfähigkeit).

## Advocatuur, politiek en kunst
Vanaf 1927 was Uhlman werkzaam als advocaat. Als actief lid van de SPD onderhield hij contact met politiek leider Kurt Schumacher, die na de Machtergreifung (30 januari 1933) werd gearresteerd, gemarteld en in een concentratiekamp verdween. Manfred Uhlmann achtte het vanwege zijn Joodse afkomst en zijn eerdere politieke activiteiten verstandig om naar Frankrijk te vluchten. Zijn beroep kon hij daar in ballingschap niet uitoefenen en hij trachtte in zijn onderhoud te voorzien als journalist, kunsthandelaar en schilder.
In Spanje leerde hij twee jaar later Diana Croft kennen, de dochter van Henry Page Croft, 1st Baron Croft. In april 1936 was Uhlman verhuisd naar Tossa de Mar, een vissersdorpje aan de Costa Brava. Toen kort na haar vertrek de Spaanse Burgeroorlog uitbrak, ging hij in augustus terug naar Parijs. Onderweg belde hij met Diana Croft en nadat hij enkele problemen te boven was gekomen, arriveerde Fred Uhlman op 3 september in Engeland, waar hij met succes zijn autodidactische schilderkunsten voortzette. Hij bewoog zich in Britse kunstkringen, zoals de Free German League of Culture in Great Britain en ontmoette zo de kunstenaar Oskar Kokoschka en de schrijvers Berthold Viertel en Stefan Zweig. Het stel, Diana Croft en Fred Uhlman, huwde op 4 november van datzelfde jaar, tot ongenoegen van vader en moeder Croft. Het echtpaar settelde zich op Downshire Hill, in de Londonse wijk Hampstead en hun huis werd een culturele en artistieke ontmoetingsplek voor vluchtelingen voor het Nazi–regiem.

## Tweede Wereldoorlog
Fred Uhlman werd in 1940 zes maanden geïnterneerd in Hutchinson Internment Camp op het eiland Man. Dit gebeurde op basis van de Emergency Powers Act uit augustus 1939, die het mogelijk maakte personen aan te houden van 'vijandige oorsprong' of die 'tot een vijandige organisatie behoorden'. Daar ontmoette hij onder meer Kurt Schwitters, die hem schilderde. In die periode was Diana bevallen van hun eerste kind.
Aan het eind van het jaar werd Uhlman weer vrijgelaten en hij woonde nadien enkele jaren op Bamber’s Green in Essex, waar hun tweede kind werd geboren. Zijn ouders werden in 1943 om het leven gebracht in Theresienstadt. En in 1944 pleegde zijn zuster Erna zelfmoord bij het vooruitzicht van deportatie naar Auschwitz.

## Afrikaanse beelden
Uhlman was een verzamelaar van Afrikaanse sculpturen. Hij bracht een grote, significante collectie samen. Kort voor zijn dood doneerde hij deze aan het Newcastle Museum. Daar is zij permanent tentoongesteld.

## Kunstenaarschap
Fred Uhlman was een (urban) landschapsschilder. Zijn werken zijn veelal kleurrijk en kennen een naïeve ~(expressionistische?) stijl. Enkele titels zijn Village scene in winter; Welsh cottages; The red wall; Les avions (1938-1939) en My house in Wales (1960).
De eerste tentoonstelling van zijn werk werd in 1935 georganiseerd in Galérie Le Niveau in Parijs. Zijn Londense periode begon in 1938 met een tentoonstelling in de Zwemmer Gallery. Rond 1943 verhuisde de familie Uhlman naar het graafschap Gwynedd in Wales. Hier veranderde zijn stijl en daarmee het karakter van zijn schilderijen. In 1959 doneerde Lord Croft diverse werken van Uhlman aan de Tate Gallery, waarvan ook enkele werden afgeslagen. Als een soort sluitstuk is in het Leighton House Museum te Londen in 1968 een overzichtstentoonstelling van Uhlmans werk gehouden. Tegenwoordig valt zijn oeuvre op diverse plaatsen te bewonderen, zoals in het Victoria & Albert Museum in Londen en het Fitzwilliam Museum (Cambridge).
Van 1943 tot 1971 was Uhlman lid van de kunstenaarsvereniging The London Group en in 1967 is hij verkozen tot lid van de Royal Academy of Arts.

## Schrijverschap
Ondanks het feit dat Uhlman vanaf zijn vierendertigste een reputatie wist op te bouwen als een verdienstelijk kunstschilder, is hij tegenwoordig vooral bekend als schrijver. Zijn oeuvre is klein en daaruit maakten met name de autobiografie The Making of an Englishman uit 1960 en de novelle Reunion (1971) furore. Reunion verscheen aanvankelijk in een oplage van slechts 700 exemplaren, maar werd in 1977 heruitgegeven met een lovende inleiding van Arthur Koestler, die de novelle ‘een meesterstuk’ noemde. Sindsdien is dit werkje in negentien talen uitgebracht en wordt het nog steeds herdrukt. Het is door Robert Warmenhoven in het Nederlands vertaald als Hereniging (1978). Ian McEwan betitelde het later als “een briljant kunstwerk dat een bredere lezerskring verdient.” En John Boyne heeft ervan genoten en vond het erg ontroerend. In 1989 is deze novelle door regisseur Jerry Schatzberg verfilmd onder de titel Der wiedergefundene Freund, met een script van Harold Pinter. Willy Brill bewerkte de tekst in 1991 tot het hoorspel De reünie, dat zij ook regisseerde; het werd uitgezonden door de AVRO.
Hereniging vormt met zijn subtiliteit en tegenstrijdigheid van gevoelens een klein, nooit te overtreffen meesterwerk.— NRC Handelsblad

## VerfilmingReunion
- Der wiedergefundene Freund. (1989) Regie: Jerry Schatzberg. Script: Harold Pinter op basis van Uhlmans novelle Reunion.

## Secundaire literatuur
- (en) Charmian Brinson, Anna Muller-Harlin, Julia Winckler His Majesty's Loyal Internee; Fred Uhlman in Captivity. Vallentine Mitchell & Co Ltd (2008) ISBN 9780853039303
- (en) Anna Müller-Härlin (geb. Plodeck): Fred Uhlman’s Internment Drawings; „It all happened in this street, Downshire Hill“. Fred Uhlman and the Free German League of Culture. In: Shulamith Behr, Marian Malet (Hrsg.): Arts in Exile in Britain 1933–1945. Politics and Cultural Identity. Rodopi, Amsterdam (2005) ISBN 9042017864 (Recensie).
- (en) Plodeck, Anna (2004). The making of Fred Uhlman: life and work of the painter and writer in exile. (Dissertation). University of London, Courtauld Institute of Art, Londen.

- Bibsys: 90257391
- Biblioteca Nacional de España: XX1117229
- Bibliothèque nationale de France: cb119273165 (data)
- Catàleg d'autoritats de noms i títols de Catalunya: 981058522545606706
- Gemeinsame Normdatei: 119067935
- International Standard Name Identifier: 0000 0001 1031 5098
- Library of Congress Control Number: n87812441
- Bibliotheek van het Japanse parlement: 00900165
- Nationale Bibliotheek van Tsjechië: mzk2006368068
- Nationale Bibliotheek van Israël: 987007269169205171
- Nationale Bibliotheek van Polen: a0000001183441
- Nationale en Universitaire bibliotheek Zagreb: 000001683
- Nederlandse Thesaurus van Auteursnamen: 070824835
- RKD-Nederlands Instituut voor Kunstgeschiedenis: 78697
- Istituto Centrale per il Catalogo Unico: CFIV012232
- SNAC: w6qv3rdk
- Système universitaire de documentation: 02717221X
- Museum of New Zealand Te Papa Tongarewa: 2300
- Trove: 996121
- Virtual International Authority File: 95847495
- WorldCat: E39PBJbCKYVqqKgPfFTxKr7JXd